# Mytiliculture
 (janvier 2018).
Améliorez-le ou discutez des points à vérifier. 
 (janvier 2018).

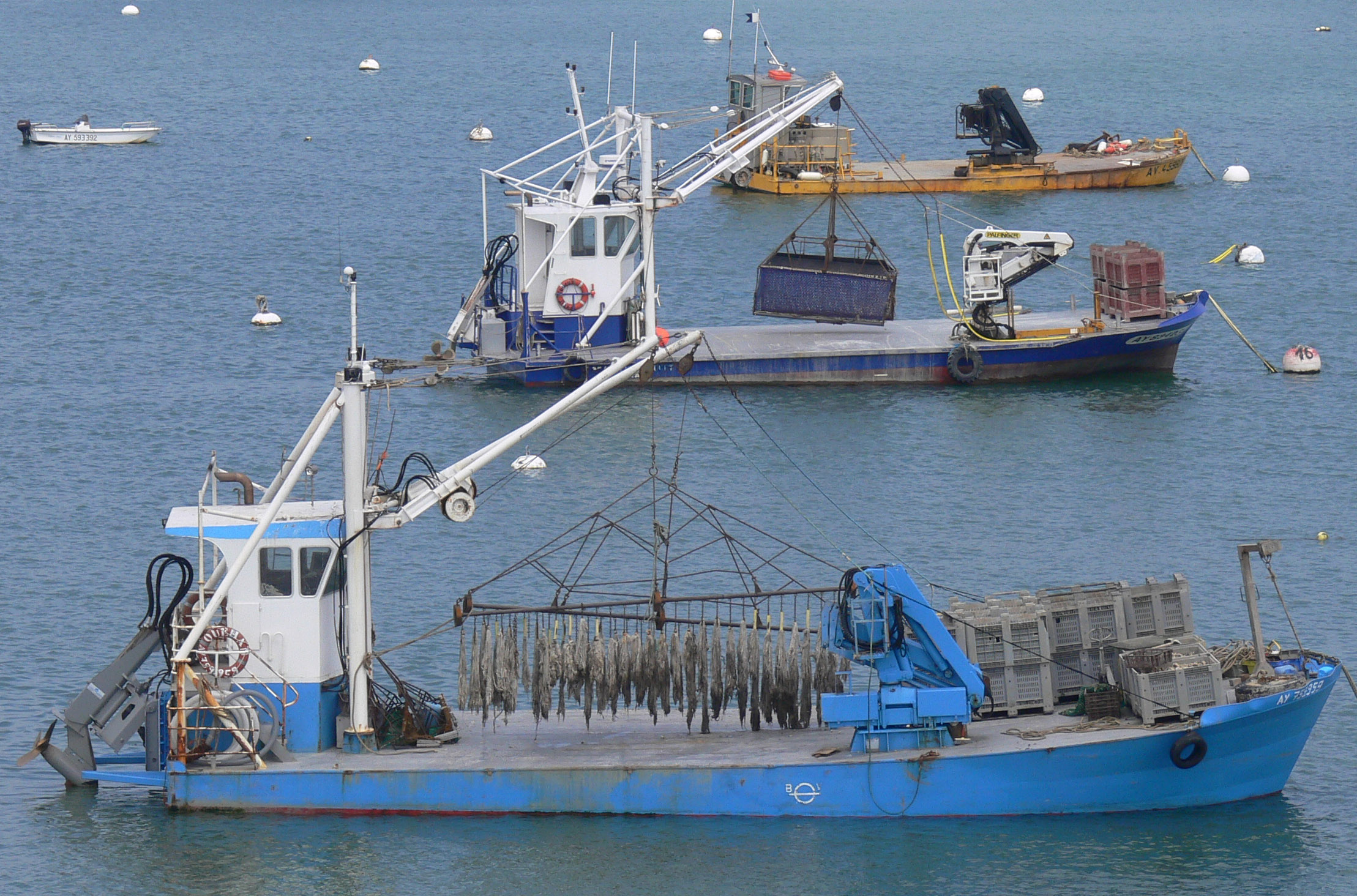
Bateau à fond plat d'ostréiculteurs bretons.

La mytiliculture est l'élevage des mollusques filtreurs de la famille des Mytilidae dénommés « moules », plus précisément des « moules marines » (les « moules d'eau douce », espèce menacée, ne faisant pas l'objet d'élevage, mais plutôt de protection et réintroduction).

## Méthodes d'élevage

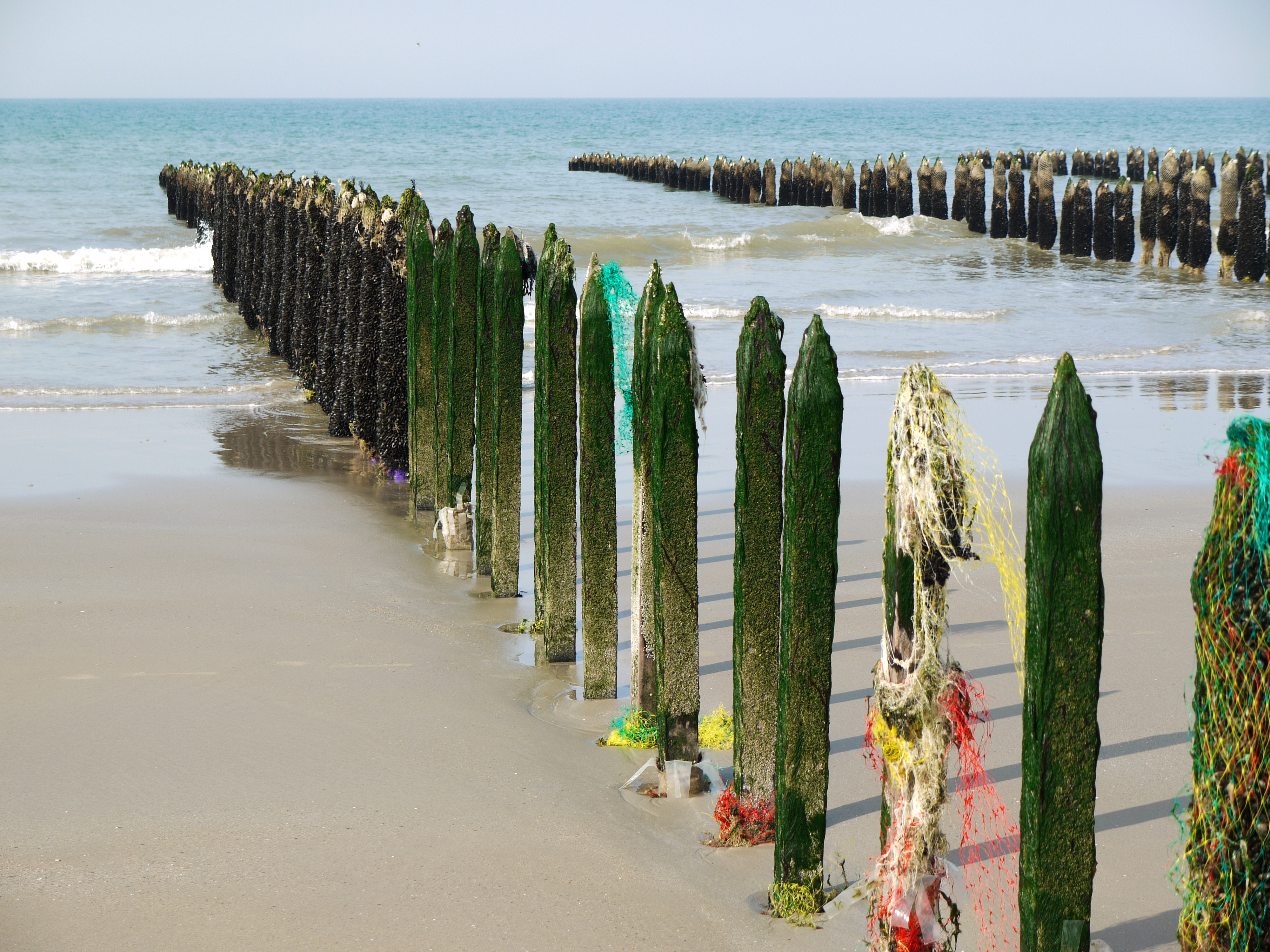
Bouchots en baie de Wissant dans la Manche, Pas de Calais, France

Trois espèces sont principalement exploitées en mytiliculture : Mytilus edulis sur les côtes atlantiques, les côtes bretonnes, dans tout le nord de l'Europe, ainsi qu'au Canada, Mytilus galloprovincialis sur les côtes méditerranéennes, espagnoles, portugaises et atlantiques, et Mytilus platensis sur les côtes du Chili. Les bancs de moules, qu'ils soient naturels ou exploités, sont nommés « moulières ». Plus de 700 000 t de moules sont produites en Europe par an, avec une baisse régulière de production depuis 1999.
Les principales techniques d'élevage sont les suivantes :
- bouchots : des poteaux verticaux en bois ou en plastique enfoncés sur l'estran, autour desquels on enroule des cordes en fibres de coco qui ont servi de capteur pour le naissain de moules. On ajoute à mi-élevage un filet (nommé « catin ») qui empêche les moules de se décrocher, les grappes de moules les moins bien accrochées sont récupérées et remises dans un filet tubulaire pour faire des "boudins" qui sont remis en élevage sur un nouveau pieu  (photo de gauche). Cette technique nécessite un fort marnage (hauteur entre la haute et la basse mer), car les poteaux doivent être couverts à marée haute et accessibles pour le professionnel à marée basse.
- filières : élevage en suspension, une corde principale est maintenue en surface par des bouées sur une centaine de mètres, les deux extrémités sont fixées au fond par des ancres. Des cordes lestées à l'extrémité sont fixées à la corde principale, et des cordes de coco support des naissains de moule sont enroulées autour des suspensions. L'avantage de cette technique réside dans le fait que les moules sont dans l'eau continuellement et peuvent donc s'alimenter sans interruption, l'inconvénient principal est la prédation par les daurades.
- suspension sous table : pratiquée dans l'étang de Thau, et en Méditerranée c'est la technique des tables d'élevage.
- suspension sous radeau : pratiquée en Espagne, c'est la technique des (es) bateas.

## Mytiliculture et environnement
La mytiliculture entretient diverses relations à l'environnement :
- les moules nécessitent une eau d'une qualité suffisante, surtout pour être commercialisées (qualités organoleptiques, chimiques, biologiques, teneur en plancton et nutriments vitaux, faible teneur en polluants, etc.). Certaines espèces peuvent parasiter ou consommer des moules. Les mytiliculteurs cherchent à s'en prémunir.
- Inversement, les élevages de moules peuvent avoir des conséquences sur l'environnement ; positives via la filtration de l'eau, mais localement parfois négatives par l'occupation ou l'artificialisation d'habitats qui ne sont plus disponibles pour d'autres espèces, et surtout via une augmentation de la teneur de l'eau en certaines particules (dont excréments (feces, pseudofeces des moules) qui par le phénomène de « biodéposition » modifient l'environnement local. 
Une étude récente a montré que la nature et la quantité de la biodéposition variait fortement selon les saisons et le courant ou le coefficient de marée, par contre la biodéposition sur le milieu sestonique parait toujours circonscrite à une zone de superficie restreinte ; Si à 100 mètres des filières d'élevages de moules, les concentrations sestoniques sont « similaires à celles observées sous les filières », à 400 mètres elles sont devenues très faibles par rapport à celles mesurées dans la zone des 100 mètres autour des filières[2]

## Espèces exploitées
- genre Mytilus :
  - Mytilus edulis
  - Mytilus galloprovincialis
  - Mytilus californianus
  - Mytilus chilensis
  - Mytilus coruscus
  - Mytilus planulatus
  - Mytilus platensis
  - Mytilus trossulus
- genre Perna :
  - Perna canalicula
  - Perna perna
  - Perna viridis
- Autres espèces de la famille des Mytilidae :

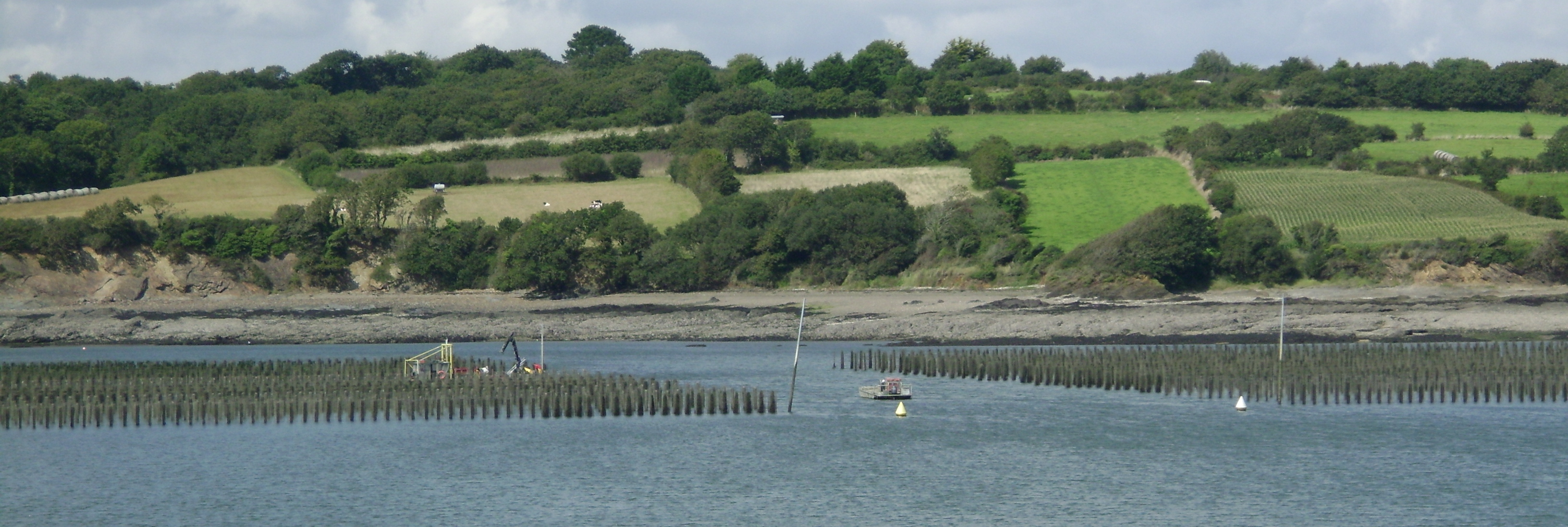
Élevage de moules sur pieux dans la rivière de Daoulas dans le Finistère (Bretagne)

  - Aulacomya atra
  - Choromytilus chorus
  - Gibbomodiola adriatica
  - Lithophaga lithophaga
  - Modiolus modiolus
  - Xenostrobus pulex[3]

## Données économiques

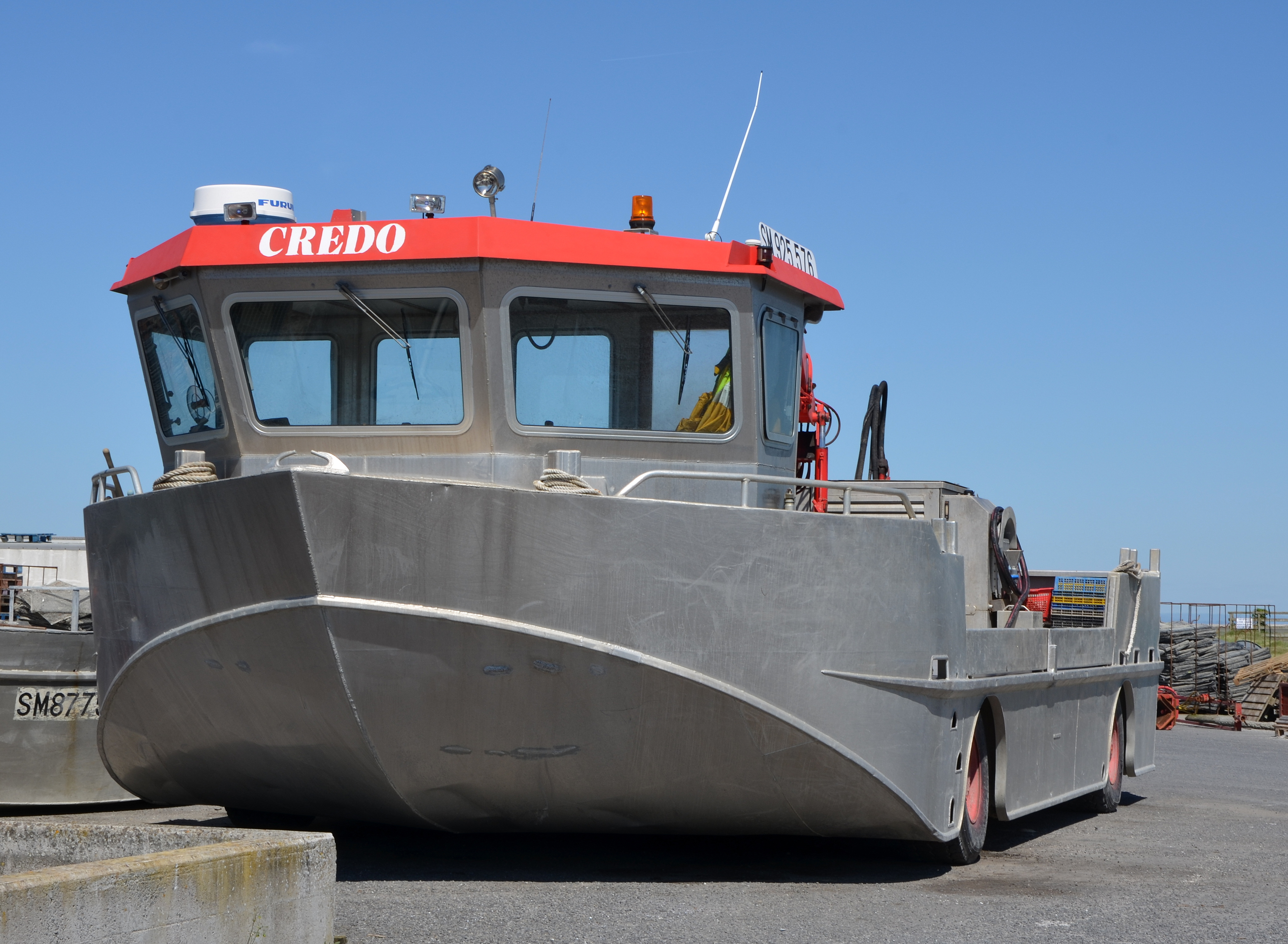
Dans la baie du Mont Saint-Michel les mytiliculteurs utilisent des barges amphibies.

### Production mondiale
Au niveau mondial, certaines sources estiment que la production de la mytilus edulis est de 200 000 tonnes ou de 400 000 tonnes. Une autre source fiable mentionne 1,6 million de tonnes. En Europe, c'est l'Espagne qui produit le plus de moules avec 260 000 tonnes.
| Production en tonnes (chiffres 2003) Données de FAOSTAT (FAO) |           |        |     |
| Chine                                                         | 683 237   | 43,0 % | 1er |
| Espagne                                                       | 248 827   | 15,6 % | 2e  |
| Italie                                                        | 100 000   | 6,3 %  | 3e  |
| France                                                        | 68 000    | 4,3 %  | 6e  |
| Autres pays                                                   | 489 400   | 30,8 % | —   |
| Total                                                         | 1 589 464 | 100 %  | —   |

### Production française
Avec une production de 68 000 tonnes par an, la France se place au 6e rang mondial et en 3e position en Europe. La consommation française (100 000 tonnes par an) est en partie assurée par des importations des Pays-Bas, d'Irlande et d'Espagne.
Les valeurs de production indiquées ci-après sont des estimations communiquées par les Comités Régionaux de la Conchyliculture et rapportés par le Comité National de la Conchyliculture.
| Région                | Moules de Bouchot | Autres moules | Total |
| --------------------- | ----------------- | ------------- | ----- |
| Normandie-Mer du Nord | 21000             | 700           | 21700 |
| Bretagne Nord         | 17494             |               | 17494 |
| Bretagne Sud          | 3500              |               | 3500  |
| Pays de la Loire(*)   | 10000             | -             | 10000 |
| Poitou-Charentes      | 4000              | 1200          | 5200  |
| Méditerranée(*)       | -                 | 30000         | 30000 |
| TOTAL                 |                   |               | 87894 |

(*) Chiffres de 2011/2012

## Pathologies
Le mytiliculteur est confronté à des prédateurs naturels de la moule tels que certains oiseaux marins, des bigorneaux perceurs (nucelles, pouvant eux-mêmes être commercialement valorisés).
Le fait que les élevages forment des colonies artificielles très denses (parfois en aval d'estuaires ou de bouchon vaseux pollués) peut y favoriser le développement de certains parasites et la diffusion dans les élevages de microbes pathogènes (bactéries, virus, vibrions...).
Le mytiliculteur est aussi de plus en plus confrontés à des espèces introduites devenues invasives (animales telle que l'ascidie Styela clava ou, en Europe, l'algue Sargasse).
La moule (comme d'autres mollusques marins) pouvant aussi héberger des pathogènes pour l'homme ou des toxines bactériennes, elle fait l'objet d'un suivi épidémiologique (en France avec d'aide d'Ifremer).
Parmi les parasites ou microbes préoccupants figurent :
- Pseudoklossia semiluna, un protiste qui cause la Coccidie rénale, une hypertrophie (non mortelle) des cellules rénales en y pullulant[12] ;
- Proctoeces maculatus (un parasite trématode de la famille Digenea)[13] ou Mytilicola instestinalis (copépode localement responsable d'affaiblissement des moules voire de mortalités importantes)[14]
- Prosorhynchus squamatus[15], un autre trématode qui cause la maladie castratrice de la moule (des sporocystes et  cercaires à queue trilobée, contournent le système immunitaire de la moule[16] en envahissant tout l'organisme, toujours à partir des gonades[17],[18],[19]). La moule n'est pas tuée, mais castrée et affaiblie, avec un syndrome de bâillement lors du transport[17]. Ce trématode a été détecté au Canada en 1997 (en Nouvelle-Écosse), avec de fortes prévalences[20].

Autres maladies :
- la néoplasie hémocytaire des mollusques (ou leucémie des mollusques ou leucémie hémocytaire des mollusques), maladie pour laquelle environ 15 espèces vulnérables étaient déjà référencées par Perters (en 1988) dans le monde[21]). Cette maladie, encore mal comprise, parfois et de plus en plus souvent mortelle pour la moule, est caractérisée par une hypertrophie du noyau des cellules sanguines. 
Sa prévalence était autrefois faible (moins de 5 % des colonies de moules), puis est devenue localement massives (80 %  à 100 % de mortalité)[22]. Plusieurs facteurs environnementaux, tels la pollution de l'eau semblent favoriser la maladie, sans a priori en être l'origine[23]. Depuis 2014 des mortalités localement importantes (près de 100 %) certaines zones de mytilicultures françaises. Une forme maladie émergente (apparentée à un cancer de type leucémique, parfois dénommée Leucémie des mollusques[24], mais qui serait transmissible d'une moule à l'autre, et toujours associé à des désordres chromosomiques encore mal compris). Cette maladie a d'abord identifiée aux États-Unis est maintenant cause de mortalités sur la façade atlantique du littoral français selon une étude publiée en 2016 par le Journal of Invertebrate Pathology[25]. La maladie est considérée comme transmissible.